# Секирче
Секирчето (Lathyrus) е едногодишно растение от семейство Бобови. Най-често се използва за фураж. Фуражните растения от неговия вид се използват за производство на фуражи или фуражни компоненти.

## Видове
- Lathyrus aureus
- Lathyrus annuus
- Lathyrus chloranthus
- Lathyrus japonicus
- Lathyrus latifolius
- Lathyrus linifolius
- Lathyrus montanus (Планинско секирче)
- Lathyrus nervosus
- Lathyrus nissolia
- Lathyrus odoratus
- Lathyrus palustris (Блатно секирче)
- Lathyrus pancicii (Панчичево секирче)
- Lathyrus pannοnicus (Панонско секирче)
- Lathyrus pratensis
- Lathyrus sativus
- Lathyrus saxatilis (Скално секирче)
- Lathyrus sphaericus (Сферично секирче)
- Lathyrus sylvestris
- Lathyrus tingitanus
- Lathyrus transsylvanicus (Трансилванско секирче)
- Lathyrus tuberosus